# Летњи троугао
Летњи троугао је астеризам чија темена чине звезде Вега (α Лире, магнитуде 0,03), Денаб (α Лабуда, магнитуде 1,25) и Алтаир (α Орла, магнитуде 0,76). Летњи троугао се може видети од сумрака до свитања током летњих месеци, али се неки делови овог астеризма могу видети током целе године (из средњих северних географских ширина). Мада је Летњи троугао лако уочљив астеризам, под овим именом га први пут помиње Ханс Аугусто Реј 1954. године у својој књизи за децу Find the Constellations.
Све три звезде су беле, али док су Вега и Алтаир звезде главног низа, Денеб је суперџин који је престао са фузијом водоника у свом језгру, и у (на астрономским скалама) блиском времену постаће супернова. Осим сличности по боји и привидној магнитуди, ове звезде се међусобно врло разликују:
|                                 | Вега            | Алтаир          | Денеб           |
| ------------------------------- | --------------- | --------------- | --------------- |
| ректасцензија                   | 18h 36m 56s.336 | 19h 50m 46s.999 | 20h 41m 25s.915 |
| деклинација                     | +38° 47’ 01”,28 | +08° 52’ 05”,96 | +45° 16’ 49”,22 |
| спектрална класа                | A0V             | A7V             | A2Iae           |
| луминозност (луминозност Сунца) | 36              | 10,6            | 54400           |
| температура (К)                 | 9500            | 7550            | 8500            |
| удаљеност (с. г.)               | 25              | 16,7            | 1425            |
| маса (M☉)                       | 2,3             | 1,7 — 1,8       | 15              |
| радијус (R☉)                    | 2,26 — 2,75     | 1,7 — 1,8       | 108             |

Област Летњег троугла је релативно сиромашна звездама видљивим голим оком, али — с обзиром да кроз њу пролази Млечни пут — обилује објектима дубоког неба и звездама видљивим већ кроз двоглед или мали телескоп.